# Concussion (film, 2013)
Pour les articles homonymes, voir Concussion (homonymie).
Pour plus de détails, voir Fiche technique et Distribution.
Concussion est un film américain réalisé par Stacie Passon, sorti en 2013. Le slogan du film est One woman, two lives (« Une femme, deux vies »).
Le film fait partie de la sélection officielle du festival de Sundance, de la Berlinale, du festival du film de Los Angeles, de Chéries-Chéris, et il a gagné le Teddy Award du jury en 2013 à Berlin.

## Synopsis
Abby, une lesbienne de 42 ans mariée à Kate Ableman est blessée accidentellement à la tête par son fils. À la suite de ce choc, elle réalise soudainement qu'elle s'ennuie dans sa vie trop bien réglée.
Pour pimenter sa vie, elle se met à fréquenter des prostituées, puis se prostitue à son tour et prend le nom d'Eleanor.
Elle tisse alors des liens avec les nombreuses femmes qu'elle rencontre, mais, lorsqu'une de ses voisines fera appel à ses services, tout se complique.

## Fiche technique
- Titre : Concussion
- Réalisation : Stacie Passon
- Scénario : Stacie Passon
- Production : Rose Troche
- Musique :
- Langue : Anglais
- Pays d'origine :  États-Unis
- Genre : Drame
- Durée : 96 minutes
- Date de sortie : 19 janvier 2013  États-Unis ; 16 octobre 2013  France

## Distribution
- Robin Weigert : Abby Ableman / Eleanor
- Julie Fain Lawrence : Kate Abelman
- Maren Shapero : Mayer Ableman
- Micah Shapero : Jake Ableman
- Maggie Siff : Sam Bennet
- Janel Moloney : Pru
- Funda Duval : Sarah
- Claudine Ohayon : Lisa
- Jane Peterson : Mrs. Bulkan
- Johnathan Tchaikovsky : Justin
- Francesca Castagnoli : Jamie
- Sarah Dubrovsky : Dom
- Kate Rogal : Gretchen
- Anna George : Dr. Jofar
- Emily Kinney : la fille
- Daria Feneis : la femme no 1
- Tracee Chimo : la femme no 2
- Laila Robins : la femme no 3
- Mimi Ferraro : la femme no 4
- Erika Latta : la femme no 5
- Ben Shenkman

## Distinctions

### Récompenses
- Berlinale 2013 : Teddy du jury

### Nominations et sélections
- Festival du film de Los Angeles 2013
- Festival du film de Sundance 2013